# Прошлым летом в Чулимске
«Про́шлым ле́том в Чули́мске» — пьеса Александра Вампилова.

## История создания
Пьеса написана в начале 1971 года. Первый вариант создавался специально для Московского академического театра им. Вл. Маяковского, однако на сцене поставлен не был. Один из вариантов пьесы кончался самоубийством Валентины.
Впервые опубликована в 1973 году в альманахе «Сибирь» после гибели драматурга.
Первоначально Вампилов назвал пьесу «Валентина», однако название пришлось изменить, так как, пока произведение проходило утверждение цензурой, стала широко известна пьеса М. М. Рощина «Валентин и Валентина», написанная позднее. Название было изменено на «Лето красное — июнь, июль, август…», но в свой первый однотомник Вампилов включил пьесу под рабочим названием «Прошлым летом в Чулимске», и после смерти автора оно стало окончательным.
Хотя пьеса была принята редколлегией ещё в конце 1971 года, обллит дважды отказывал в разрешении к печати (в апреле 1972, ссылаясь на «идейную ущербность содержания», и в июле 1972, называя пьесу «художественно сырой»). Только в августе, после похорон Вампилова, разрешение было получено.

## Сюжет
Действие происходит в таёжном райцентре.
Главная героиня, Валентина, работает в местной чайной. Она влюблена в следователя Шаманова. Он решил во что бы то ни стало добиться справедливости и засудить сына высокопоставленного чиновника, сбившего человека, однако потерпел поражение и буквально сбежал в Чулимск. Он чувствует себя раздавленным жизнью и мечтает только о пенсии.
Поначалу Шаманов не обращает внимания на Валентину, но внезапно проявляет к ней интерес: сначала он пытается понять, зачем она всё время чинит палисадник, который раз за разом ломают посетители чайной, а позже вдруг осознаёт, что она напоминает ему первую любовь — и это словно пробуждает его к жизни. На признание Валентины Шаманов сначала отвечает сухо, однако, узнав, что её добивается сын буфетчицы Павел, требует, чтобы тот оставил её в покое. Любовный конфликт осложняется вмешательством бухгалтера Мечёткина, который по совету Кашкиной, имеющей виды на Шаманова, сватается к Валентине и получает одобрение её отца.
Павел зовёт Валентину на танцы, она отказывается, но, услышав, как Павел ссорится с матерью (та буквально выгоняет его из дому), из жалости соглашается пойти с ним. Они возвращаются поздно ночью, отцу Валентина говорит, что была с Мечёткиным и просит, чтобы ни Павел, ни Шаманов к ней «больше не вязались».

## Персонажи
- Валентина — Валентина Федоровна Помигалова, восемнадцати лет, она среднего роста, стройна, миловидна.
- Шаманов — Шаманову тридцать два года, роста он чуть выше среднего, худощав.
- Пашка — двадцать четыре года, в деревне в гостях у матери Анны Васильевны Хороших.
- Помигалов — отец Валентины, Федор Игнатьевич Помигалов.
- Дергачёв
- Мечёткин
- Еремеев
- Кашкина — Зинаида Павловна Кашкина
- Хороших — Анна Васильевна Хороших, мать Пашки, буфетчица.

## Критика
Пётр Межурицкий задавался вопросом "почему драматургия Вампилова вызывала такое сочувствие публики?" и отвечал так: 
Пьеса Вампилова "Прошлым летом в Чулимске" это, конечно, один к одному чеховская "Чайка". <...> Такая вот типичная советская и, как будто, политически совершенно безобидная "Чайка" бросала вызов и публике, и начальству, показывая, что несмотря на, казалось бы, победоносную дегуманизацию, осуществленную на территории бывшей Российской империи, новый человек так и не одолел старого, во всей своей без идейности с точки зрения научного коммунизма сохранившегося, по крайней мере, в таежной глуши.

## Театральные постановки

### Первые постановки
- 1974
  - «Встречи, расставания» («Прошлым летом в Чулимске»). Русский драматический театр Литвы, режиссёр Роман Виктюк. Валентина — Ольга Демичева, Шаманов - Владимир Ефремов, Мечеткин - Леонид Владимиров, Еремеев - Борис Смельцов, Афанасий - Михаил Евдокимов, Кашкина - Татьяна Майорова и др.
  - «Прошлым летом в Чулимске». Театр им. М. Н. Ермоловой. Режиссёр — Владимир Андреев. В ролях: Валентина — Татьяна Шумова; Помигалов, отец Валентины - Виталий Балагуров; Владимир Михайлович Шаманов, следователь — Станислав Любшин; Анна Васильевна Хороших, мать Павла, буфетчица — Иветта Киселёва; Дергачёв, муж Анны — Юрий Волков; Пашка, сын Анны — Борис Быстров; Мечёткин, бухгалтер — Юрий Медведев; Зинаида Павловна Кашкина, аптекарша — Наталья Архангельская; Еремеев — Герман Энтин.
  - «Прошлым летом в Чулимске». Ленинградский БДТ им. М. Горького. Режиссёр — Георгий Товстоногов
- 1975 — «Прошлым летом в Чулимске». Кишинёвский русский драматический театр им. А.П.Чехова, режиссёр – Борис Малкин, художник – Николай Патрикеев. Валентина – Валентина Куриленко, Шаманов – Виктор Бурхарт, Альберт Акчурин, Пашка – Геннадий Зуев, Дергачёв – Виталий Левинзон, Еремеев – Бэно Аксёнов, Мечёткин – Сергей Тиранин, Помигалов – Владимир Гольцев, Кашкина – Раиса Кириллова, Лариса Хромова, Хороших – Алла Сысоева.

### Известные[кому?]постановки
- 1983 — «Прошлым летом в Чулимске». Ленинградский академический театр имени Ленсовета. В главной роли — Лариса Луппиан.
- 2005 — «Чулимск, прошлым летом». Театр имени Е. Б. Вахтангова. Режиссёр — Дмитрий Петрунь
- 2005 — «Прошлым летом в Чулимске». Иркутский академический драматический театр имени Н. П. Охлопкова. Режиссёр — Геннадий Шапошников. В главной роли — Надежда Савина.
- 2008 — Нижегородский театр драмы имени М. Горького. Режиссёр — Александр Кладько
- 2010 — Белгородский государственный академический драматический театр им. М. С. Щепкина. Режиссёр — Виталий Стариков
- 2011 — «Прошлым летом в Чулимске». Театр на Подоле (Киев). Режиссёр — Виталий Малахов
- 2012 — Рязанский областной театр драмы. Режиссёр — Максим Ларин, художник — Наталья Бокова.
- «Однажды в Чулимске». Шадринский государственный драматический театр. Режиссёр и художник — Владимир Лаптев, в ролях: Валерий Мазур (Шаманов), Светлана Соловьёва и Наталья Медведева (Валентина), Шаура Бурлакова (Хороших), Владимир Баранов (Дергачёв) и др.
- Московский Новый драматический театр
- Московский драматический театр имени А. С. Пушкина. Режиссёр — Игорь Бочкин (дебют). В ролях: Игорь Бочкин (Шаманов), Анастасия Панина (Валентина), Анна Легчилова (Кашкина), Денис Ясик (Мечёткин) и др.
- 2013 — «Прошлым летом…». Русский драматический театр Литвы (Вильнюс). Режиссёр — Валентина Лукьяненко. В ролях: Александр Агарков (Шаманов), Екатерина Макарова (Валентина), Анжела Бизунович (Кашкина), Валентина Лукьяненко (Хороших), Михаил Макаров (Дергачёв), Юрий Щуцкий (Еремеев) и др.
- 2017 — Молодёжный театр на Фонтанке. Режиссёры-постановщики — Семён Спивак и Лариса Шуринова. Музыкальное оформление — Сергея Патраманского. В ролях: Дарья Вершинина (Валентина), Артур Литвинов (Шаманов), Регина Щукина (Кашкина).
- 2023 — «Валентина». Омский государственный драматический «Пятый театр»; режиссёр-постановщик — Людмила Исмайлова.

## Экранизации
- 1974 — «Прошлым летом в Чулимске» фильм-спектакль Московского драматического театра им. М. Н. Ермоловой.
- 1980 — «Валентина». Режиссёр Глеб Панфилов. В главных ролях: Дарья Михайлова — Валентина, Родион Нахапетов — Шаманов, Инна Чурикова — Хороших, Сергей Колтаков — Павел, Лариса Удовиченко — Кашкина, Всеволод Шиловский — Мечеткин.
- 2014 — «Прошлым летом в Чулимске». Действие перенесено в современность. Режиссёр Виктор Демент. В главных ролях: Сергей Безруков — Шаманов, Мария Поезжаева — Валентина, Анна Невская — Кашкина, Александр Самойленко — Мечеткин и др.